# 弗盧維亞河

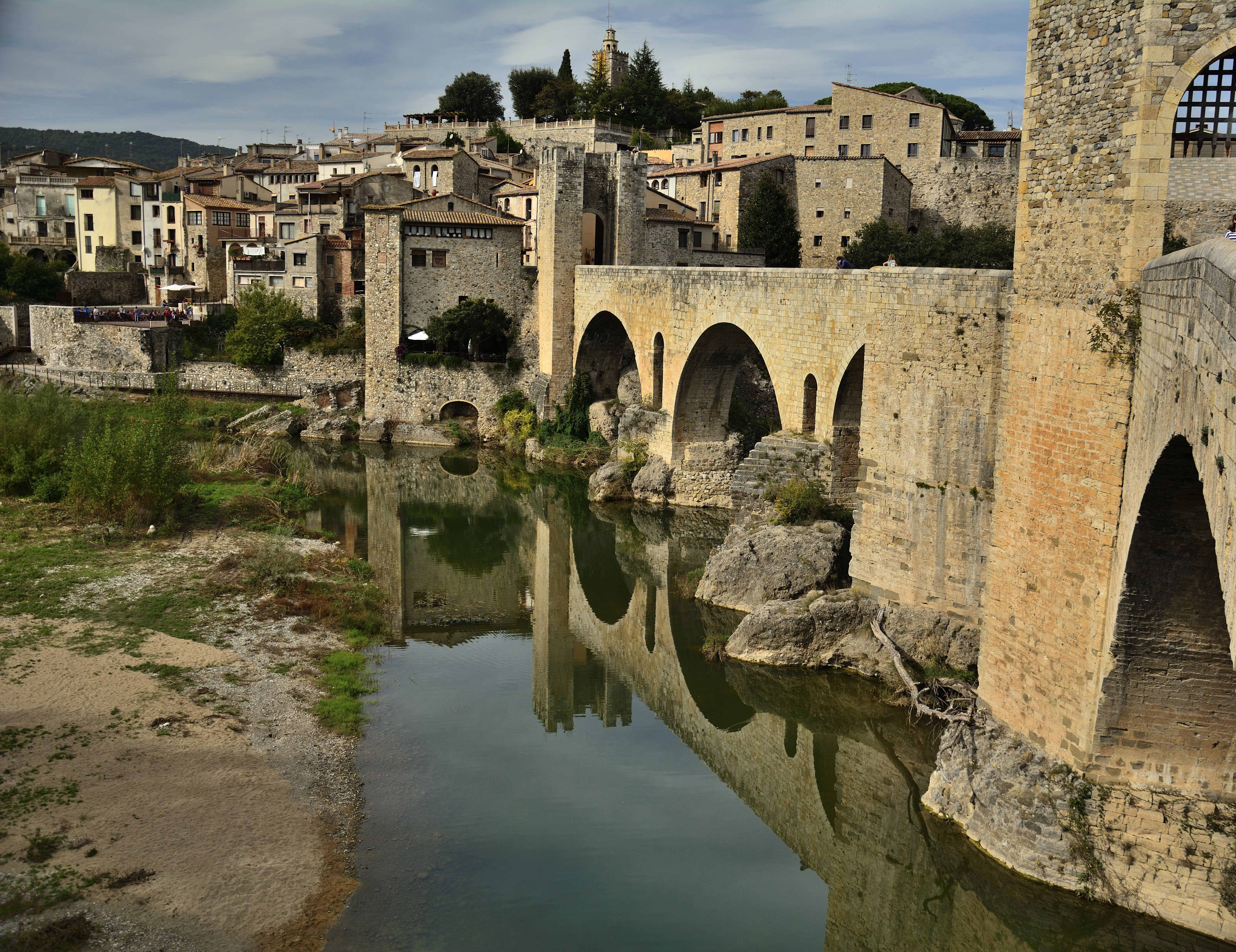
弗盧維亞河貝薩盧鎮段

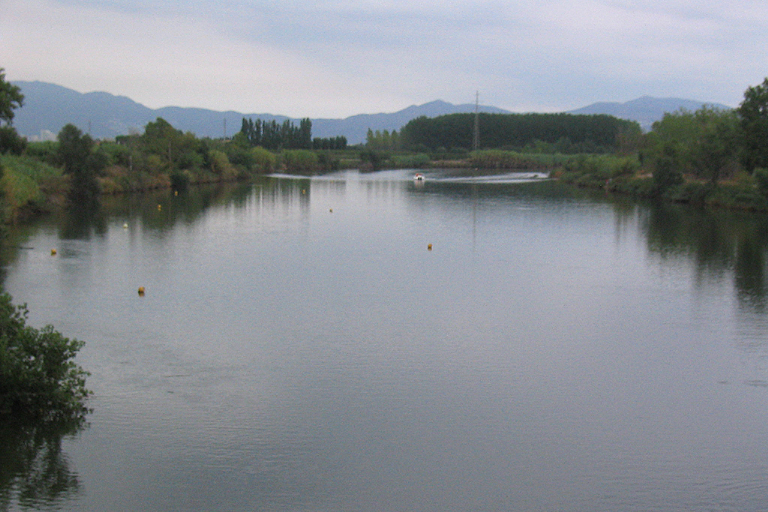
弗盧維亞河克雷烏斯角段

弗盧維亞河（西班牙語：Río Fluviá）是西班牙的河流，位於該國東北部加泰羅尼亞，河道全長91公里，流域面積973.8平方公里，最終在桑特佩雷佩斯卡多爾注入地中海，河畔城鎮有奧洛特。
42°10′26″N 2°27′40″E / 42.17389°N 2.46111°E